# Freak of Nature (gruppo musicale)
I Freak of Nature sono stati un gruppo alternative rock fondato nel 1991 dall'ex-cantante dei White Lion, Mike Tramp.

## Storia
Nel settembre 1991, pochi giorni dopo l'ultimo concerto dei White Lion, il cantante Mike Tramp decise di dar vita ad un nuovo progetto musicale insieme al suo amico di lunga data Oliver Steffensen. Completarono la formazione il chitarrista Kenny Korade e l'ex bassista dei Lion, Jerry Best e il batterista Johnny Haro. Dopo sei mesi di prove, Steffensen decise di abbandonare la band per ritornare in Danimarca, venendo sostituito dall'ex chitarrista degli House of Lords, Dennis Chick.
Nel novembre 1992 la band entrò in studio per registrare il primo album Freak of Nature, pubblicato nel 1993 dall'etichetta Music for Nations. Il singolo di debutto del gruppo fu Rescue Me, mentre Turn the Other Way venne distribuito come brano promozionale per le radio. Successivamente i Freak of Nature partirono in tour per otto mesi, suonando principalmente in Europa e nel Regno Unito, incluso un concerto al Roskilde Festival e varie apparizioni in supporto a Helloween e Dio.
Nel 1994 la band pubblicò il secondo album Gathering of Freaks. Poco dopo le registrazioni del disco, Kenny Korade decise di lasciare la band e venne sostituito da Marcus Nand. L'album trascorse una settimana alla posizione numero 66 della Official Albums Chart nel Regno Unito. I Freak of Nature intrapresero un ultimo tour mondiale, prima di decretare il loro scioglimento nel 1996.

## Formazione

### Ultima
- Mike Tramp – voce
- Dennis Chick – chitarra solista
- Marcus Nand – chitarra ritmica
- Jerry Best – basso
- Johnny Haro – batteria

### Ex componenti
- Oliver Steffensen – chitarra solista
- Kenny Korade – chitarra ritmica

## Discografia

### Album in studio
- 1993 – Freak of Nature
- 1994 – Gathering of Freaks

### EP
- 1993 – Rescue Me

### Raccolte
- 1998 – Outcasts

### Box set
- 2003 – Freakthology

## Videografia
- 1993 – Live in Japan